# جوزيه إستيفيز
جوزيه إستيفيز (بالإنجليزية: Jose Esteves)‏ هو سياسي أمريكي، ولد في 1947 في الفلبين. حزبياً، نشط في الحزب الجمهوري.